# César 1990
Die 15. Verleihung der Césars fand am 4. März 1990 im Théâtre des Champs-Élysées in Paris statt. Präsident der Verleihung war der Schauspieler Kirk Douglas. Ausgestrahlt wurde die Verleihung, durch die Ève Ruggiéri als Gastgeberin führte, vom öffentlich-rechtlichen Fernsehsender Antenne 2, dem heutigen France 2.
Mit je elf Nominierungen gingen Bertrand Bliers Zu schön für Dich, eine Liebeskomödie um eine Ménage-à-trois, und Bertrand Taverniers Antikriegsdrama Das Leben und nichts anderes ins Rennen um die Césars. In den fünf Kategorien Bester Film, Beste Regie, Bestes Drehbuch, Bester Schnitt und Beste Hauptdarstellerin (Carole Bouquet) ging Bliers Zu schön für Dich am Ende siegreich hervor und erhielt damit die meisten Auszeichnungen des Abends. Taverniers Film konnte sich mit Philippe Noiret als bester Hauptdarsteller und in der Kategorie Beste Filmmusik durchsetzen. Die achtfach nominierte Georges-Simenon-Verfilmung Die Verlobung des Monsieur Hire von Patrice Leconte erhielt letztlich den Preis für den besten Ton. Miloš Formans in französischer Koproduktion entstandenes Historiendrama Valmont konnte bei insgesamt vier Nominierungen in den Kategorien Bestes Szenenbild und Beste Kostüme gewinnen. Stephen Frears’ auf dem gleichen literarischen Stoff beruhender Spielfilm Gefährliche Liebschaften wurde wiederum als bester ausländischer Film mit dem César prämiert. Zur besten Nachwuchsdarstellerin wurde Vanessa Paradis für ihre Darbietung in dem Schuldrama Weiße Hochzeit gekürt. Der jung verstorbene Schauspieler Gérard Philipe, einer der größten französischen Stars der 1940er und 1950er Jahre, wurde postum mit einem Ehrenpreis ausgezeichnet.

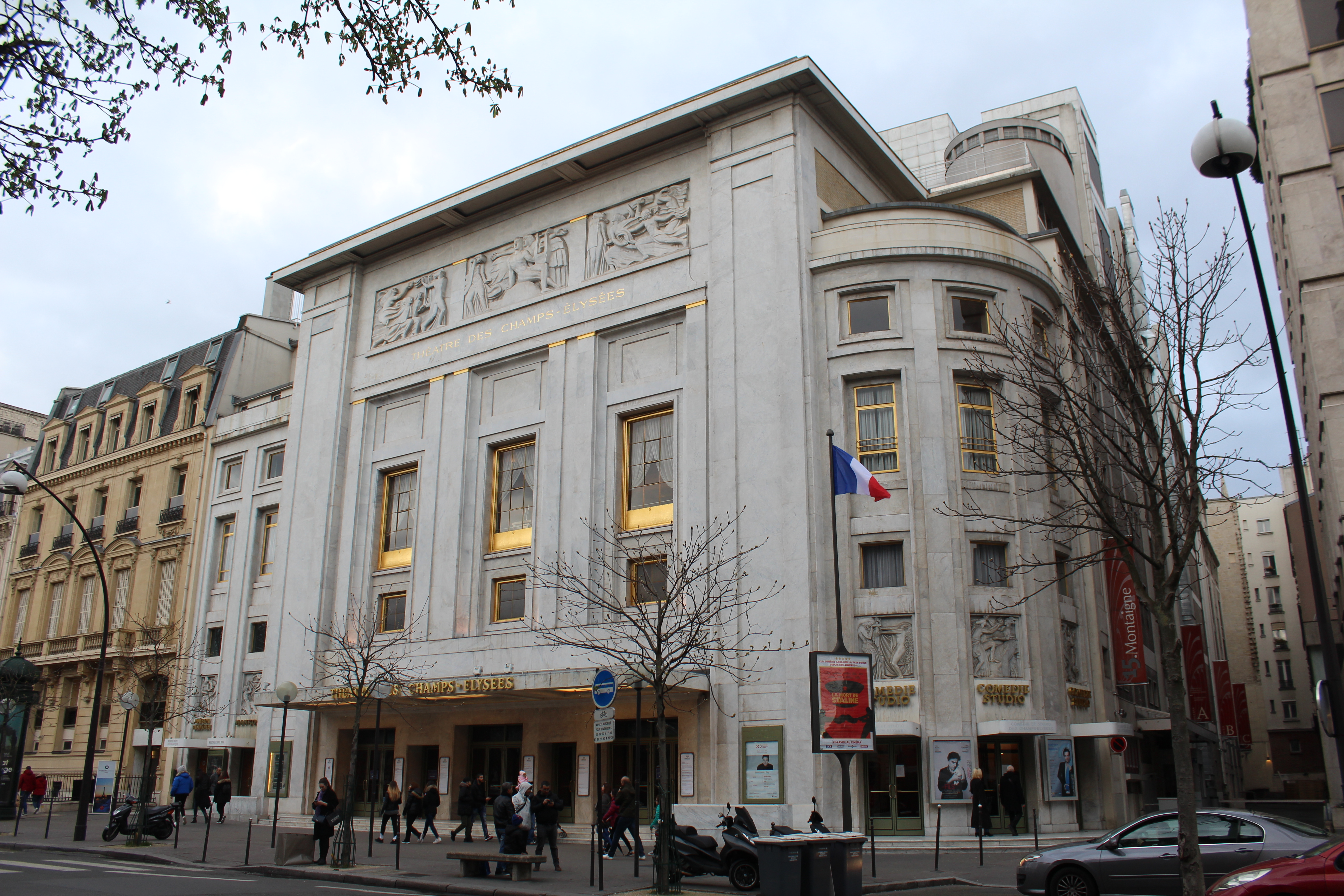
Das Théâtre des Champs-Élysées, der Veranstaltungsort der Verleihung

## Gewinner und Nominierungen
| Statistik (Filme mit mehr als einer Nominierung) N=Nominierung; A=Auszeichnung |    |   |
| Film                                                                           | N  | A |
| Zu schön für Dich                                                              | 11 | 5 |
| Das Leben und nichts anderes                                                   | 11 | 2 |
| Die Verlobung des Monsieur Hire                                                | 8  | 1 |
| Eine Welt ohne Mitleid                                                         | 7  | 2 |
| Nächtliches Indien                                                             | 5  | 1 |
| Valmont                                                                        | 4  | 2 |
| Weiße Hochzeit                                                                 | 3  | 1 |
| Champagner der Liebe                                                           | 3  | 0 |
| Der Preis der Freiheit                                                         | 3  | 0 |
| Cinema Paradiso                                                                | 2  | 1 |
| Winter 54                                                                      | 2  | 1 |
| Bunker Palace Hôtel                                                            | 2  | 0 |
| Suivez cet avion                                                               | 2  | 0 |

### Bester Film (Meilleur film)
Zu schön für Dich (Trop belle pour toi) – Regie: Bertrand Blier
- Die Verlobung des Monsieur Hire (Monsieur Hire) – Regie: Patrice Leconte
- Nächtliches Indien (Nocturne indien) – Regie: Alain Corneau
- Eine Welt ohne Mitleid (Un monde sans pitié) – Regie: Éric Rochant
- Das Leben und nichts anderes (La vie et rien d’autre) – Regie: Bertrand Tavernier

### Beste Regie (Meilleur réalisateur)
Bertrand Blier – Zu schön für Dich (Trop belle pour toi)
- Alain Corneau – Nächtliches Indien (Nocturne indien)
- Miloš Forman – Valmont
- Patrice Leconte – Die Verlobung des Monsieur Hire (Monsieur Hire)
- Bertrand Tavernier – Das Leben und nichts anderes (La vie et rien d’autre)

### Bester Hauptdarsteller (Meilleur acteur)
Philippe Noiret – Das Leben und nichts anderes (La vie et rien d’autre)
- Jean-Hugues Anglade – Nächtliches Indien (Nocturne indien)
- Michel Blanc – Die Verlobung des Monsieur Hire (Monsieur Hire)
- Gérard Depardieu – Zu schön für Dich (Trop belle pour toi)
- Hippolyte Girardot – Eine Welt ohne Mitleid (Un monde sans pitié)
- Lambert Wilson – Winter 54 (Hiver 54, l’abbé Pierre)

### Beste Hauptdarstellerin (Meilleure actrice)
Carole Bouquet – Zu schön für Dich (Trop belle pour toi)
- Sabine Azéma – Das Leben und nichts anderes (La vie et rien d’autre)
- Josiane Balasko – Zu schön für Dich (Trop belle pour toi)
- Emmanuelle Béart – Wilde Kinder (Les enfants du désordre)
- Sandrine Bonnaire – Die Verlobung des Monsieur Hire (Monsieur Hire)

### Bester Nebendarsteller (Meilleur acteur dans un second rôle)
Robert Hirsch – Winter 54 (Hiver 54, l’abbé Pierre)
- Roland Blanche – Zu schön für Dich (Trop belle pour toi)
- Jacques Bonnaffé – Champagner der Liebe (Baptême)
- François Cluzet – Der Preis der Freiheit (Force majeure)
- François Perrot – Das Leben und nichts anderes (La vie et rien d’autre)

### Beste Nebendarstellerin (Meilleure actrice dans un second rôle)
Suzanne Flon – La vouivre
- Clémentine Célarié – Nächtliches Indien (Nocturne indien)
- Sabine Haudepin – Der Preis der Freiheit (Force majeure)
- Ludmila Mikaël – Weiße Hochzeit (Noce blanche)
- Micheline Presle – I want to go home (I Want to Go Home)

### Bester Nachwuchsdarsteller (Meilleur jeune espoir masculin)
Yvan Attal – Eine Welt ohne Mitleid (Un monde sans pitié)
- Jean-Yves Berteloot – Champagner der Liebe (Baptême)
- Thierry Fortineau – Eine Sommergeschichte (Comédie d’été)
- Melvil Poupaud – Eine Frau mit 15 (La fille de quinze ans)
- Philippe Volter – Dunkle Leidenschaft (Les bois noirs)

### Beste Nachwuchsdarstellerin (Meilleur jeune espoir féminin)
Vanessa Paradis – Weiße Hochzeit (Noce blanche)
- Dominique Blanc – Das Schloß gehört mir (Je suis le seigneur du château)
- Isabelle Gélinas – Suivez cet avion
- Mireille Perrier – Eine Welt ohne Mitleid (Un monde sans pitié)
- Valérie Stroh – Champagner der Liebe (Baptême)

### Bestes Erstlingswerk (Meilleur premier film)
Eine Welt ohne Mitleid (Un monde sans pitié) – Regie: Éric Rochant
- Mistkerle (Peaux de vaches) – Regie: Patricia Mazuy
- La salle de bain – Regie: John Lvoff
- Suivez cet avion – Regie: Patrice Ambard
- Der Tod spielt mit (La soule) – Regie: Michel Sibra
- Tolérance – Regie: Pierre-Henry Salfati

### Bestes Drehbuch (Meilleur scénario original ou adaptation)
Bertrand Blier – Zu schön für Dich (Trop belle pour toi)
- Jean Cosmos und Bertrand Tavernier – Das Leben und nichts anderes (La vie et rien d’autre)
- Pierre Jolivet und Olivier Schatzky – Der Preis der Freiheit (Force majeure)
- Éric Rochant – Eine Welt ohne Mitleid (Un monde sans pitié)

### Beste Filmmusik (Meilleure musique écrite pour un film)
Oswald d’Andrea – Das Leben und nichts anderes (La vie et rien d'autre)
- Michael Nyman – Die Verlobung des Monsieur Hire (Monsieur Hire)
- Gérard Torikian – Eine Welt ohne Mitleid (Un monde sans pitié)

### Bestes Szenenbild (Meilleurs décors)
Pierre Guffroy – Valmont
- Michèle Abbé-Vannier – Bunker Palace Hôtel
- Théo Meurisse – Zu schön für Dich (Trop belle pour toi)

### Beste Kostüme (Meilleurs costumes)
Theodor Pištěk – Valmont
- Catherine Leterrier – Die Französische Revolution (La Révolution française)
- Jacqueline Moreau – Das Leben und nichts anderes (La vie et rien d’autre)

### Beste Kamera (Meilleure photographie)
Yves Angelo – Nächtliches Indien (Nocturne indien)
- Bruno de Keyzer – Das Leben und nichts anderes (La vie et rien d’autre)
- Philippe Rousselot – Zu schön für Dich (Trop belle pour toi)

### Bester Ton (Meilleur son)
Dominique Hennequin und Pierre Lenoir – Die Verlobung des Monsieur Hire (Monsieur Hire)
- William Flageollet, Gérard Lamps und Michel Desrois – Das Leben und nichts anderes (La vie et rien d’autre)
- Pierre Gamet und Claude Villand – Bunker Palace Hôtel

### Bester Schnitt (Meilleur montage)
Claudine Merlin – Zu schön für Dich (Trop belle pour toi)
- Joëlle Hache – Die Verlobung des Monsieur Hire (Monsieur Hire)
- Armand Psenny – Das Leben und nichts anderes (La vie et rien d’autre)

### Bester Kurzfilm (Meilleur court métrage de fiction)
Lune froide – Regie: Patrick Bouchitey
- Ce qui me meut – Regie: Cédric Klapisch
- Vol nuptial – Regie: Dominique Crèvecoeur

### Bester animierter Kurzfilm (Meilleur court métrage d’animation)
Le porte-plume – Regie: Marie-Christine Perrodin
- Sculpture sculptures – Regie: Jean-Loup Felicioli

### Bester dokumentarischer Kurzfilm (Meilleur court métrage documentaire)
Chanson pour un marin – Regie: Bernard Aubouy
- Le faucon de Notre-Dame – Regie: Claude Farny

### Bestes Filmplakat (Meilleure affiche)
Jouineau-Bourdugue und Gilles Jouin – Cinema Paradiso (Nuovo cinema Paradiso)
- Dominique Bouchard – Weiße Hochzeit (Noce blanche)
- Anahi Leclerc und Jean-Marie Leroy – Die Verlobung des Monsieur Hire (Monsieur Hire)
- Laurent Lufroy und Laurent Pétin – Valmont
- Sylvain Mathieu – Zu schön für Dich (Trop belle pour toi)

### Bester ausländischer Film (Meilleur film étranger)
Gefährliche Liebschaften (Dangerous Liaisons), USA/Großbritannien – Regie: Stephen Frears
- Die Zeit der Zigeuner (Dom za vesanje), Großbritannien/Italien/Jugoslawien – Regie: Emir Kusturica
- Cinema Paradiso (Nuovo cinema Paradiso), Italien/Frankreich – Regie: Giuseppe Tornatore
- Rain Man, USA – Regie: Barry Levinson
- Sex, Lügen und Video (Sex, Lies, and Videotape), USA – Regie: Steven Soderbergh

## Ehrenpreis (César d’honneur)
- Gérard Philipe, französischer Schauspieler (postum)